# Un certain M. Piekielny
Un certain M. Piekielny est un roman de François-Henri Désérable, paru en août 2017 aux éditions Gallimard.

## Résumé
Ce roman se présente comme une enquête sur les traces d’un certain M. Piekielny, évoqué par Romain Gary dans La Promesse de l'aube. M. Piekielny, voisin juif du jeune Romain Gary à Vilnius, lui aurait fait promettre de dire devant les grands de ce monde, qu’« au n° 16 de la rue Grande-Pohulanka, à Wilno, habitait un certain M. Piekielny ». François-Henri Désérable part à sa recherche.

## Épigraphe
« … car on ne saurait mieux dire », Les cerfs-volants, Romain Gary.

## Réception critique
Un certain M. Piekielny est largement salué par la critique. 
Dans Le Journal du dimanche, Bernard Pivot retient que c’est « un roman à la fois très précis et nonchalant, rigoureux et charmeur, à l’écriture gracieuse, séduisante, relevant plutôt du patinage artistique que du hockey-sur-glace, figures libres avec triples saltos historiques et pirouettes pleines d’humour ».
Dans La Croix, Jean-Claude Raspiengeas parle d’« un roman impressionnant, au ton grave et léger ». Il ajoute : « Pour percer la brume tenace qui enveloppe l’introuvable Piekielny, il s’en remet à son imaginaire nimbé d’une « mélancolie diffuse » qui le projette régulièrement dans différentes périodes du passé. Cette « affection chronique et méconnue » fait naître, sous sa plume légère et capricante, des scènes étourdissantes, des pages d’anthologie » .
Sur France Culture, le professeur et essayiste Pierre Bayard dit avoir été « très touché et même ému par ce mélange très garyen entre l’humour et l’émotion » .
D’après Frédérique Bréhaut, dans Le Maine Libre, « par-delà la vérité sur les ombres furtives de Vilnius, le romancier offre un formidable hommage à la littérature ».
Pour Art Press, « la prouesse de ce puissant roman tient dans le battement qui efface la frontière entre réalité et fiction. (…) Gary aurait raffolé de ce palais de travestissements, de cette spirale d’hypothèses nées de ses facéties. Comme si, derrière Ajar, Gary, de connivence avec Désérable, nous gratifiait d’une pirouette posthume. » Le Matricule des anges considère que c’est « un roman tout à la fois ébauche de biographie, fiction historique et autobiographie intermittente, plein d’humour et de tendresse ».
À l’inverse, Étienne de Montety écrit dans Le Figaro que « Désérable épuise vite un sujet un peu mince, s’éloignant de son modèle pour mieux nous entretenir de lui-même ».

## Prix littéraires
Seul roman en lice pour les six grands prix de la rentrée littéraire, Un certain M. Piekielny remporte le Grand Prix de la Ville de Saint-Étienne et le Choix Goncourt de la Roumanie 2017.

## Éditions et traductions
- Un certain M. Piekielny, éd. Gallimard, coll. « Blanche », 2017  (ISBN 9782072741418).
- Un certain M. Piekielny, éd. Gallimard, coll. « Folio », 2019 (ISBN 9782072824272).
- Lituanien : Toks ponas Piekielnis, Humanitas, 2018 – trad. Dainius Gintalas
- Albanais : Njëfarë Z.Piekielny, Buzuku, 2018 – trad. Urim Nerguti
- Allemand : Ein gewisser Monsieur Piekielny, C.H. Beck, 2018 – trad. Sabine Herting
- Roumain : Un anume domn Piekielny, Humanitas Fiction, 2018 – trad. Adina Dinitoiu
- Russe : Некий господин Пекельный, Corpus, 2018 – trad. Natalia Mavlevitch
- Bulgare : Някой си господин Пекелни, Aquarius, 2019 – trad. Galina Melamed
- Turc : Bay Piekielny Adinda Biri, Can Yayinlari, 2020 – trad. Aylin Yegin
- Espagnol : Un tal Sr Piekielny, Cabaret Voltaire, 2021 – trad. Lola Bermúdez Medina
- Hongrois : Egy bizonyos Piekielny úr, Ab Ovo, 2021 – trad. Pál Pataki